# Křížová cesta

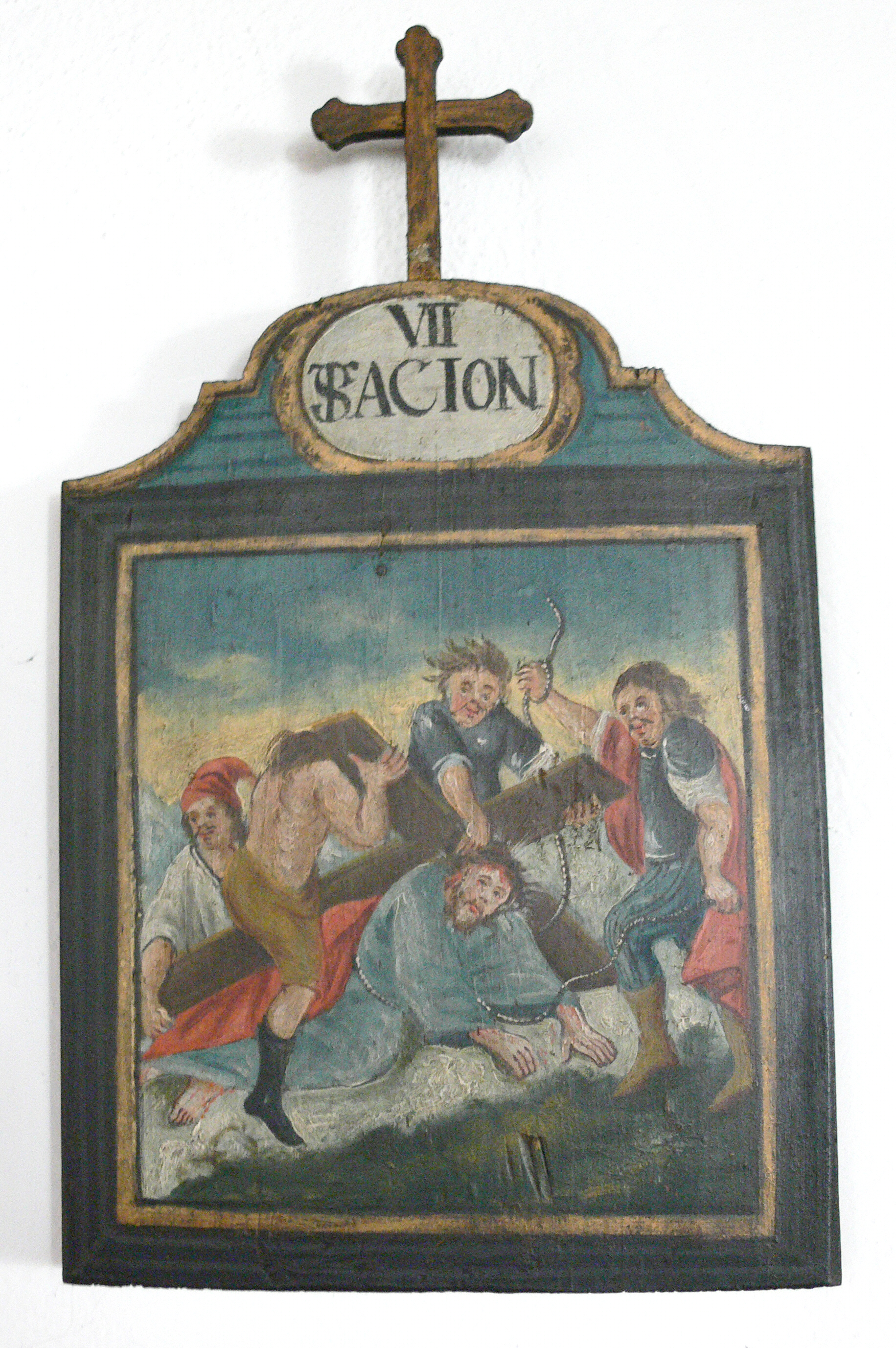
Sedmé zastavení křížové cesty

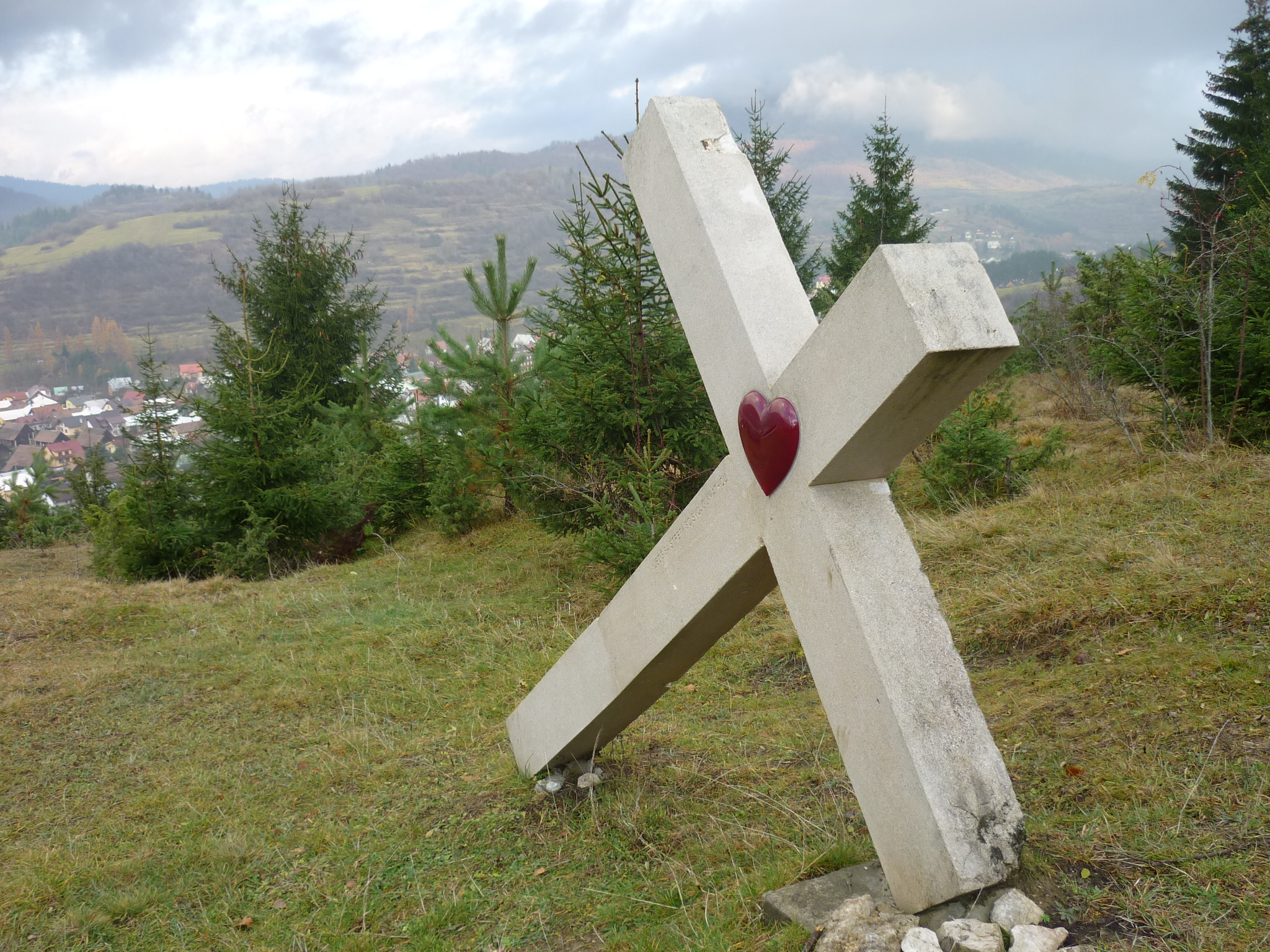
Čtvrté zastavení křížové cesty v Terchové, Slovensko

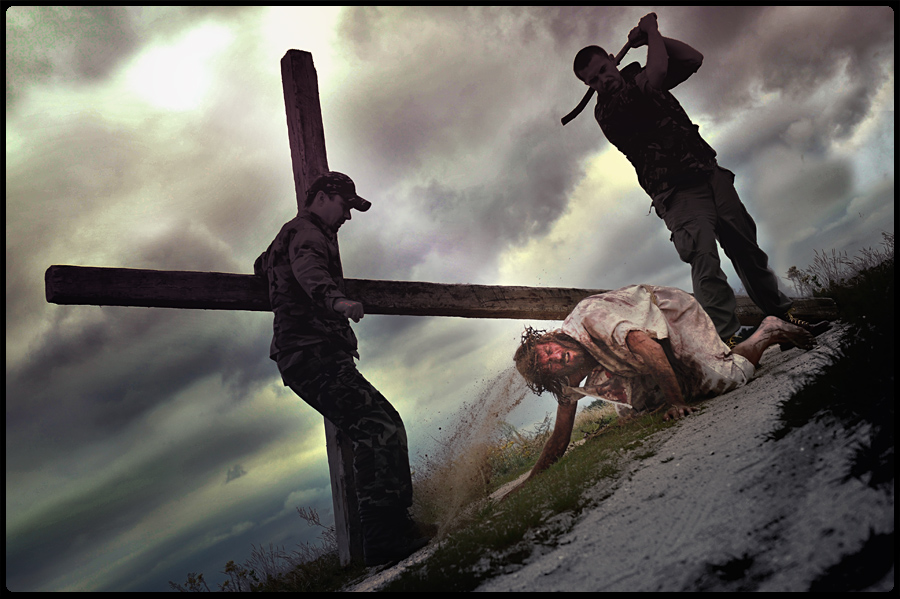
Pán Ježíš padá pod křížem potřetí Łukasz Jankowski-Wojtczak 2011

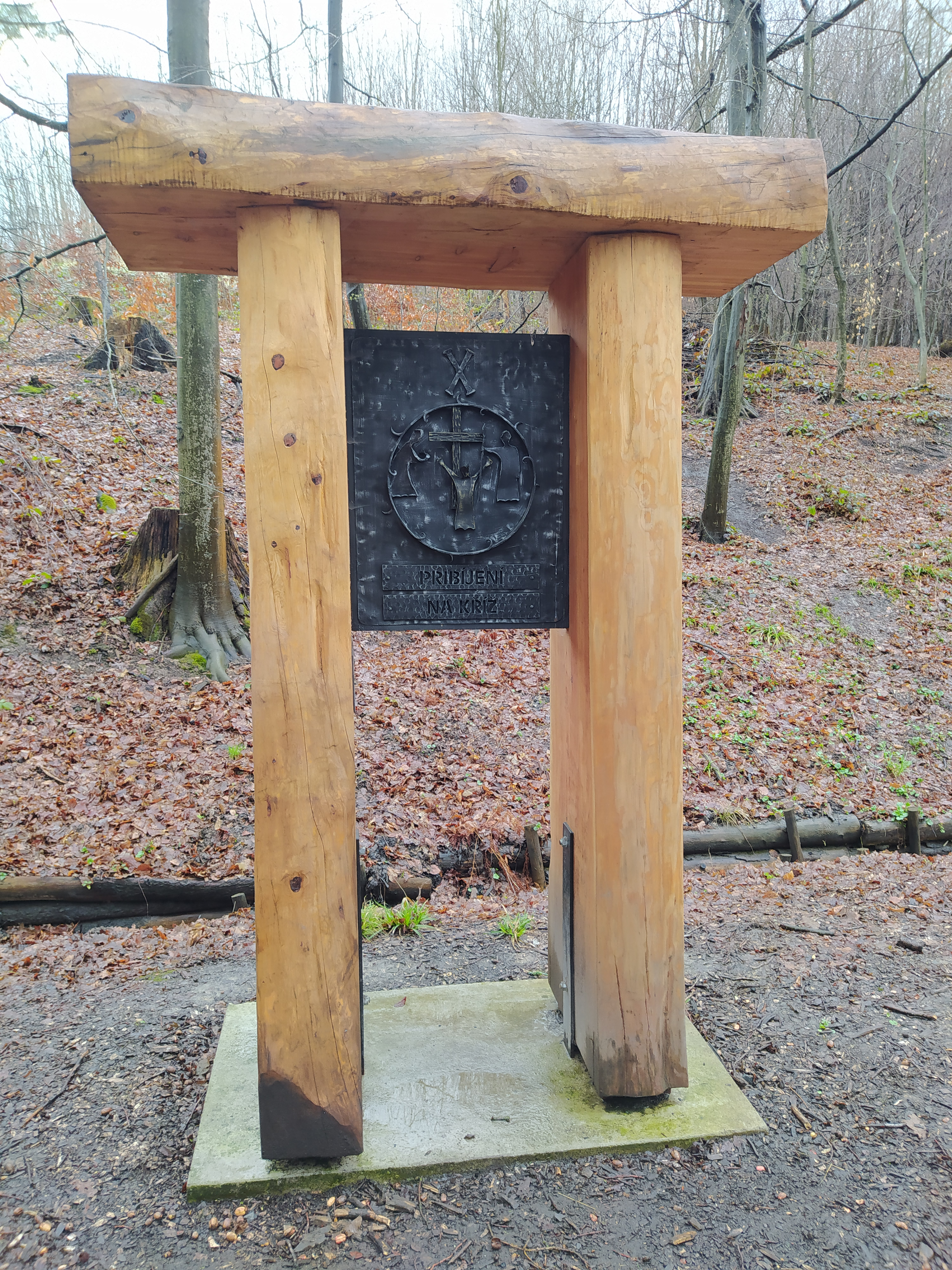
Desáté zastavení – Křížová cesta v Bělském lese

Křížová cesta, někdy podle jejího cíle nazývaná Kalvárie, je křesťanská modlitba. Připomíná 14 nebo 15 událostí, tzv. zastavení, z posledního dne života Ježíše Krista popsaného v Bibli v části zvané pašije popisující ukřižování Ježíše Krista. Zahrnuje dění kolem jeho odsouzení Pilátem Pontským, nesení kříže po Via Dolorosa a ukřižování na hoře Golgota (Kalvárie). Během meditace křížové cesty si meditující vybavují postupně jednu událost za druhou a snaží se získat poučení pro svůj současný život.
Při meditaci si lze pro lepší soustředění či inspiraci pomoci citacemi, připravenými úvahami (např. uvedenými v katolickém Kancionálu (Vyhledávání: „křížová“ v elektronické verzi Katolického Kancionálu) nebo umělecky ztvárněnými výjevy.
Křížová cesta je také název pro výtvarné zpracování jednotlivých zastavení, obvykle v podobě cyklu obrazů v kostele nebo zvláště v baroku a 19. století oblíbených kapliček zasazených do krajiny.

## Historický vývoj
Šíření křesťanství a znalosti evangelia vzbuzovalo od prvopočátku u křesťanů touhu i zvědavost poznat místa Ježíšova života, smrti a vzkříšení. Od 4. století jsou doložené poutě křesťanů do Svaté země. Dochovaly se tzv. Poutnické knihy – zápisky a poznámky gramotných poutníků, v nichž lze nalézt důležité dobové popisy a hodnocení situace ve Svaté zemi. Lze vysledovat, že už v 5. století poutníci navštěvovali místa pašijových událostí, modlili se a pořádali procesí s rozžatými svícemi v rukou.
K vykonání poutě z Evropy na Blízký Východ koncem starověku a v raném středověku bylo potřeba odhodlání, pevné zdraví, dostatek financí a nezávislost. Většina obyvatel té doby neměla volnost pohybu, poněvadž byla nevolnictvím vázána ke své vrchnosti. Svatý Petronius, biskup z Bologne, vyšel prostým lidem vstříc a to tak, že dal ve své diecézi postavit napodobeninu Božího hrobu i dalších míst a včlenil je do terénu tak, aby nechyběla ani hora Golgota. Po něm stavěli repliky i jinde. Takto dostupná jeruzalémská místa byla vděčně přijata a hojně navštěvována. Poutníkům byly nabídnuty rozmanité formy pašijových pobožností např. K sedmi krokům Spasitelovým nebo K sedmi Spasitelovým pádům.
Do budování napodobenin svatých míst se později pustili i méně majetní lidé. Stavby se začaly zmenšovat na úroveň kapliček či pouhých sloupů. Rovněž vzdálenosti mezi místy se postupně zkracovaly. Pod vlivem františkánů se cyklus křížové cesty později rozšířil i do jednotlivých zemí Evropy, v Německu od konce 15. století, kde měla Křížová cesta tradičně pouze sedm zastavení. Na Moravě a v Čechách je nejstarší křížová cesta na Svatém kopečku u Mikulova (od 1623), kde ji dal stavět kardinál František Dittrichstein. Od doby kolem roku 1600 už mívala křížová cesta tradičních čtrnáct zastavení, i když se můžeme setkat i s jiným počtem, např. 29 zastavení ve Starém Hrozňatově u Chebu (tzv. velká křížová cesta) nebo 25 zastavení křížové cesty v Římově či až 100 zastavení a kaplí křížové cesty ve Vambeřicích. V roce 1731 konečně papež Klement XII. uznal tradičních františkánských čtrnáct zastavení za závazné pro celou katolickou církev a jeho nástupce roku 1746 je obdařil plnomocnými odpustky. Do té doby cyklus křížové cesty nalezneme v českých katolických kostelech jen sporadicky, od druhé poloviny 18. století se ovšem začínají objevovat v městských chrámech a v 19. století došlo k jejich masovému rozšíření i do venkovského prostředí. Někde se ke čtrnácti zastavením neformálně přidává ještě patnácté, zobrazující prázdný Ježíšův hrob.
V roce 1073 obsadili Svatou zemi muslimové, což křesťanský poutní ruch vážně narušilo. O to větší pozornosti se začala těšit evropská jeruzalémská místa. Ve 14. století byly křesťanské svatyně v Palestině svěřeny františkánům, přesto byli křesťané na území Osmanské říše spíše trpěni než vítání.
Na konci 17. století papež Inocenc XI. udělil františkánům výsadu zřizovat křížové cesty spojené s plnomocnými odpustky jako při pouti do Jeruzaléma. Podobně se zachoval papež Benedikt XIV., když v roce 1746 rozšířil plnomocné odpustky na křížovou cestu instalovanou se souhlasem diecézního biskupa v kostele, kapli nebo v terénu pod širým nebem.

## Umístění křížové cesty
Křížová cesta v přírodě bývá zbudována jako řada výklenkových kaplí nebo božích muk a vede často do kopce. V nejvyšším bodě je umístěn kříž jako 12. zastavení a zbývající dvě zastavení jsou poblíž.
Křížová cesta v kostele je nejčastěji ve formě obrazů nebo basreliéfů. Ve farních kostelech Římskokatolické církve je křížová cesta předepsána liturgickou normou.

## Nábožná praxe
Pobožnost křížové cesty vykonávají římskokatoličtí křesťané nejčastěji v postní době a na Velký pátek. Procházejí se jednotlivá zastavení za modlitby, meditace a zpěvu.
Křížová cesta je spojena s plnomocnými odpustky. Kromě obvyklých podmínek (zpověď, sv. přijímání a modlitba na úmysl svatého otce) je nutné, aby byla meditace vykonána na křížové cestě v architektonickém smyslu (což je čtrnáct křížů, doprovázených obrazy jednotlivých zastavení), modlící se musí přecházet od jednoho zastavení k druhému (v případě společné modlitby postačuje, když přechází pouze jeden a ostatní ho sledují). Forma modlitby není předepsána, pro získání odpustků postačuje jakékoli zbožné rozjímání o umučení a smrti Páně, není ani nutné, aby byla jednotlivá zastavení rozjímána zvlášť. Ve východních katolických církvích, kde tato modlitba není zvykem, mohou patriarchové určit pro získání téhož odpustku jiné modlitby vztahující se k umučení Páně. 

## Seznam čtrnácti zastavení
Tradičních čtrnáct zastavení popisuje tyto pašijové události:
- 1. zastavení – Pán Ježíš odsouzen k smrti
- 2. zastavení – Pán Ježíš přijímá kříž
- 3. zastavení – Pán Ježíš padá pod křížem poprvé*
- 4. zastavení – Pán Ježíš potkává svou Matku*
- 5. zastavení – Šimon Kyrenský pomáhá Pánu Ježíši nést kříž
- 6. zastavení – Veronika podává Pánu Ježíši roušku*
- 7. zastavení – Pán Ježíš padá pod křížem podruhé*
- 8. zastavení – Pán Ježíš napomíná plačící ženy
- 9. zastavení – Pán Ježíš padá pod křížem potřetí*
- 10. zastavení – Pán Ježíš zbaven roucha
- 11. zastavení – Pán Ježíš přibit na kříž
- 12. zastavení – Pán Ježíš umírá na kříži
- 13. zastavení – Tělo Pána Ježíše sňato z kříže
- 14. zastavení – Tělo Pána Ježíše uloženo do hrobu

Někdy je Křížová cesta rozšířena na začátku o zastavení Poslední večeře nebo v závěru o zastavení Vzkříšení.
Pět témat zastavení (označených hvězdičkou) nemají oporu v Bibli. Proto bylo papežem Janem Pavlem II. v roce 1991 zavedeno nových 14 zastavení, kde těchto pět bylo nahrazeno novými podle evangelií. V roce 2007 papež Benedikt XVI. schválil tento seznam zastavení pro meditace a veřejné celebrování:
- 1. zastavení – Ježíš v zahradě Getsemanské (Mk 14,32–36)
- 2. zastavení – Ježíš, zrazený Jidášem, je zatčen (Mk 14,43,45–46)
- 3. zastavení – Ježíš je odsouzen (Mk 14,55,60–62,64)
- 4. zastavení – Ježíš je zapřen Petrem (Mk 14,72)
- 5. zastavení – Ježíš je souzen Pilátem (Mk 15,14–15)
- 6. zastavení – Ježíš je zbičován a korunován trny (Mk 15,17–19)
- 7. zastavení – Ježíš přijímá svůj kříž (Mk 15,20–21a)
- 8. zastavení – Šimon Kyrenský pomáhá Ježíši nést jeho kříž (Mk 15,21)
- 9. zastavení – Ježíš se setkal s jeruzalémskými ženami (Lk 23,27–28,31)
- 10. zastavení – Ježíš je ukřižován (Mk 15,24)
- 11. zastavení – Ježíš slibuje své království odsouzenému zločinci (Lk 23,39–43)
- 12. zastavení – Ježíš na kříži, jeho matka a učedník (Jan, 19,26–27)
- 13. zastavení – Ježíš umírá na kříži (Mk 15,34,36–37)
- 14. zastavení – Ježíš je pohřben (Mk 15,46)

## Křížová cesta ve Würzburgu

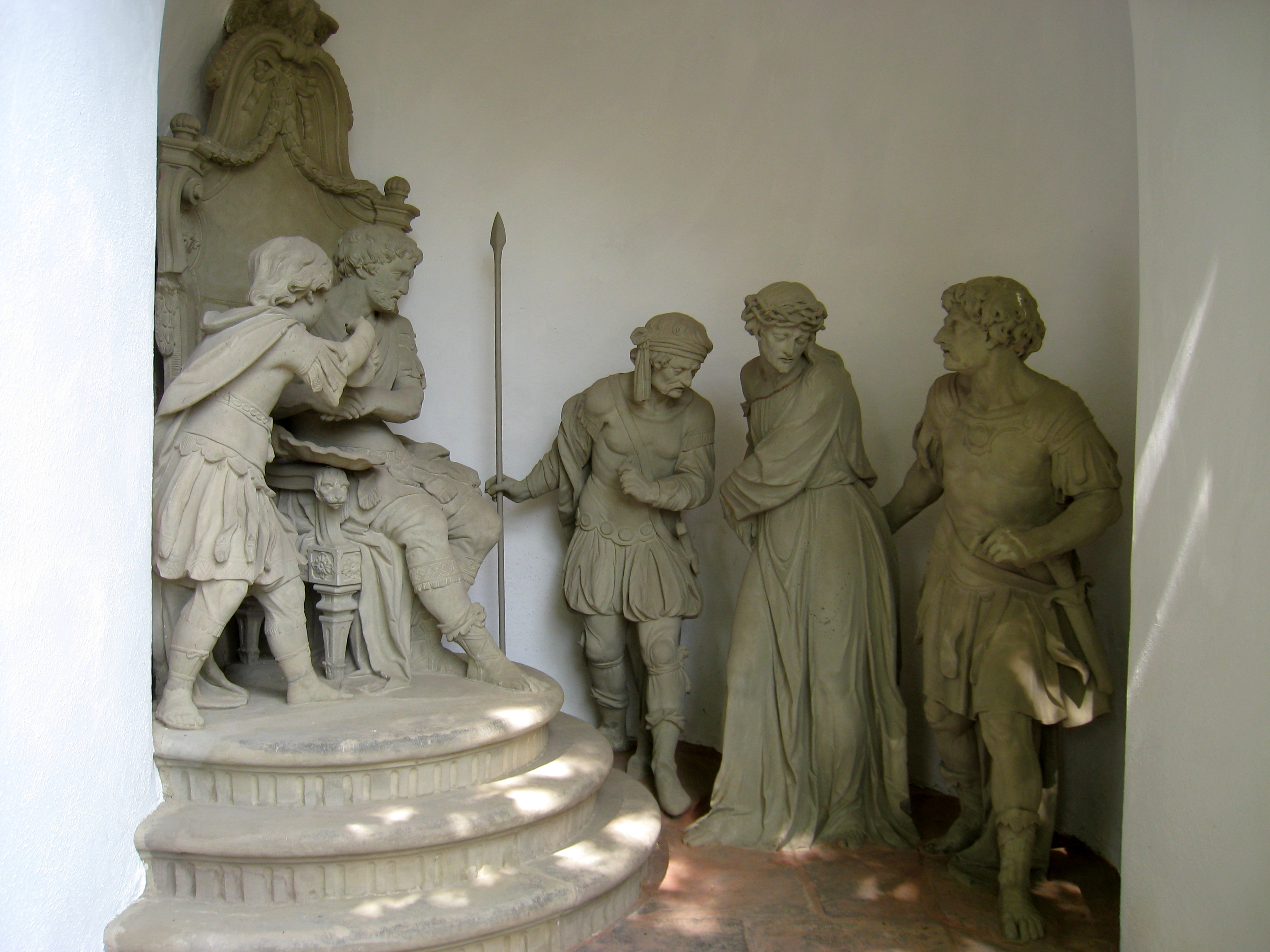
1. zastavení: Pán Ježíš odsouzen k smrti
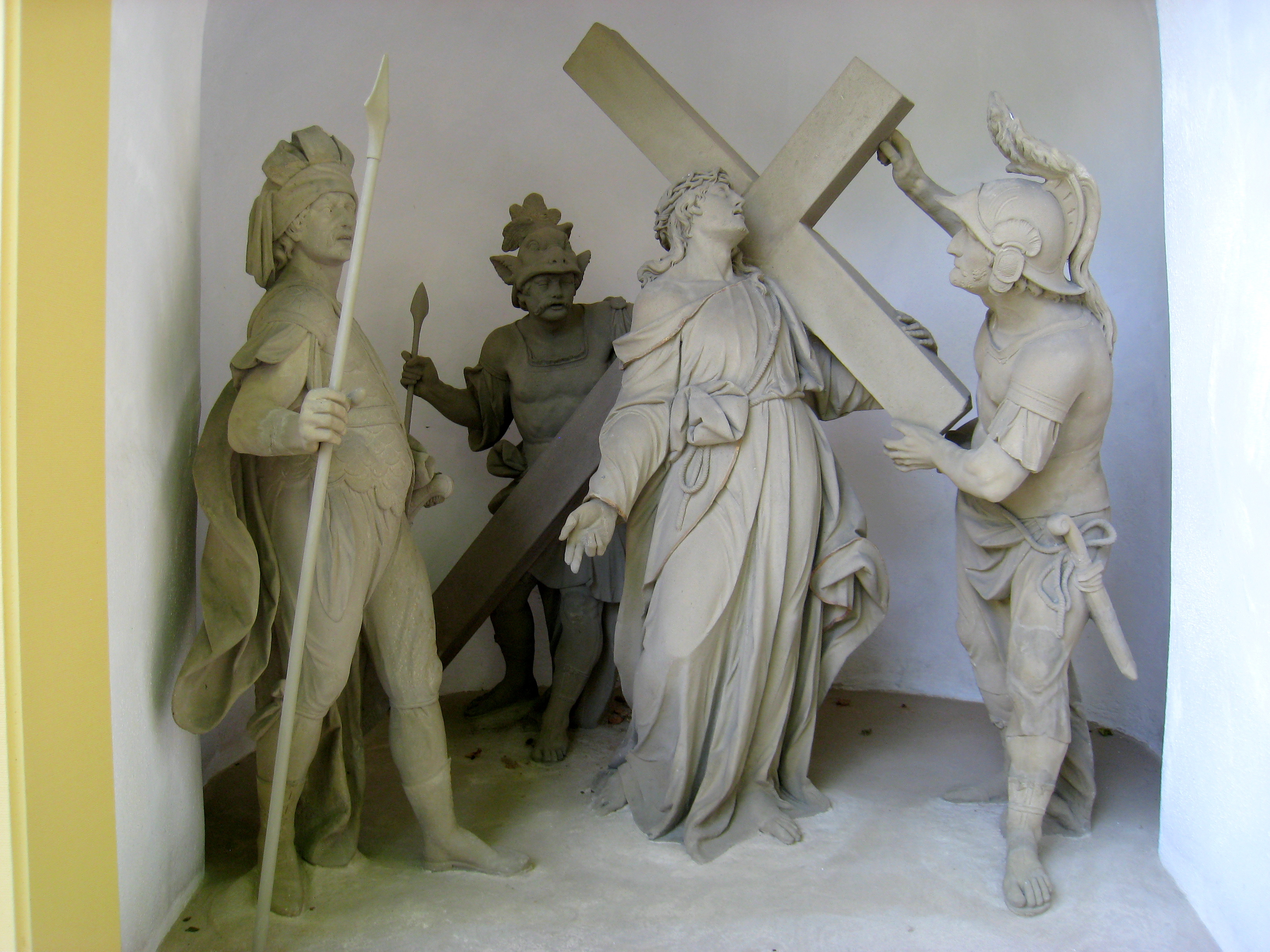
2. zastavení: Pán Ježíš přijímá kříž
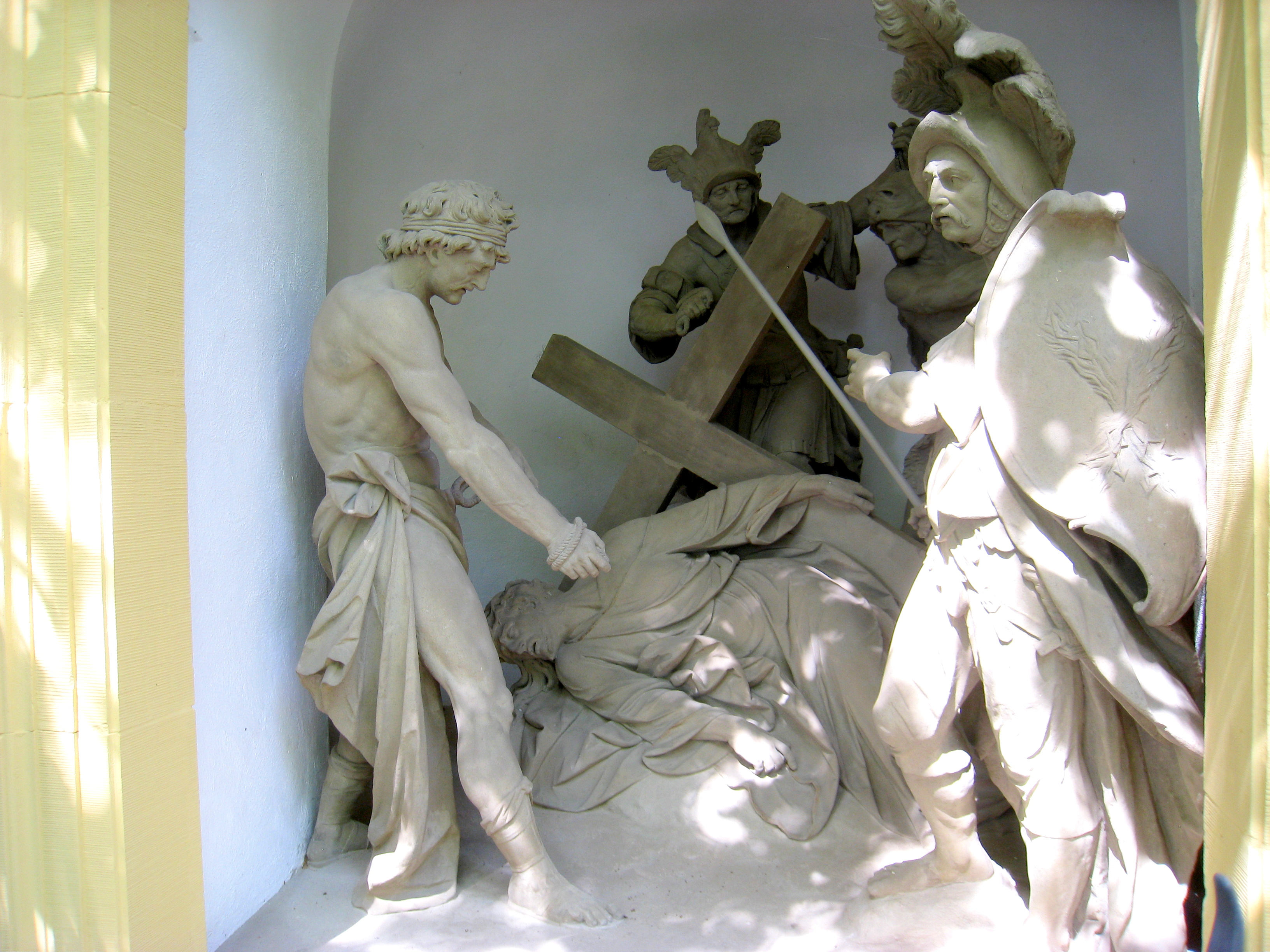
3. zastavení: Pán Ježíš padá pod křížem poprvé
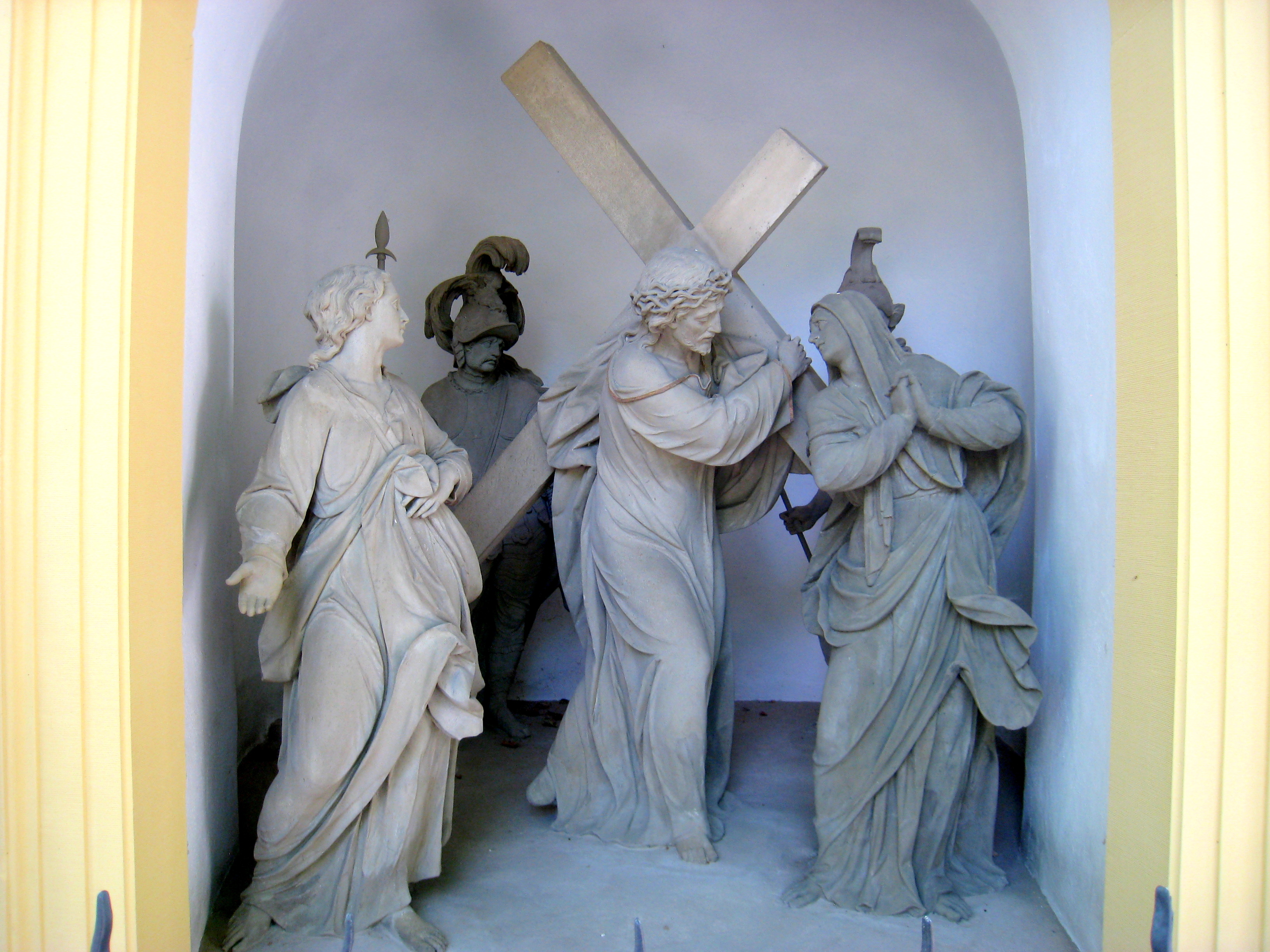
4. zastavení: Pán Ježíš potkává svou Matku
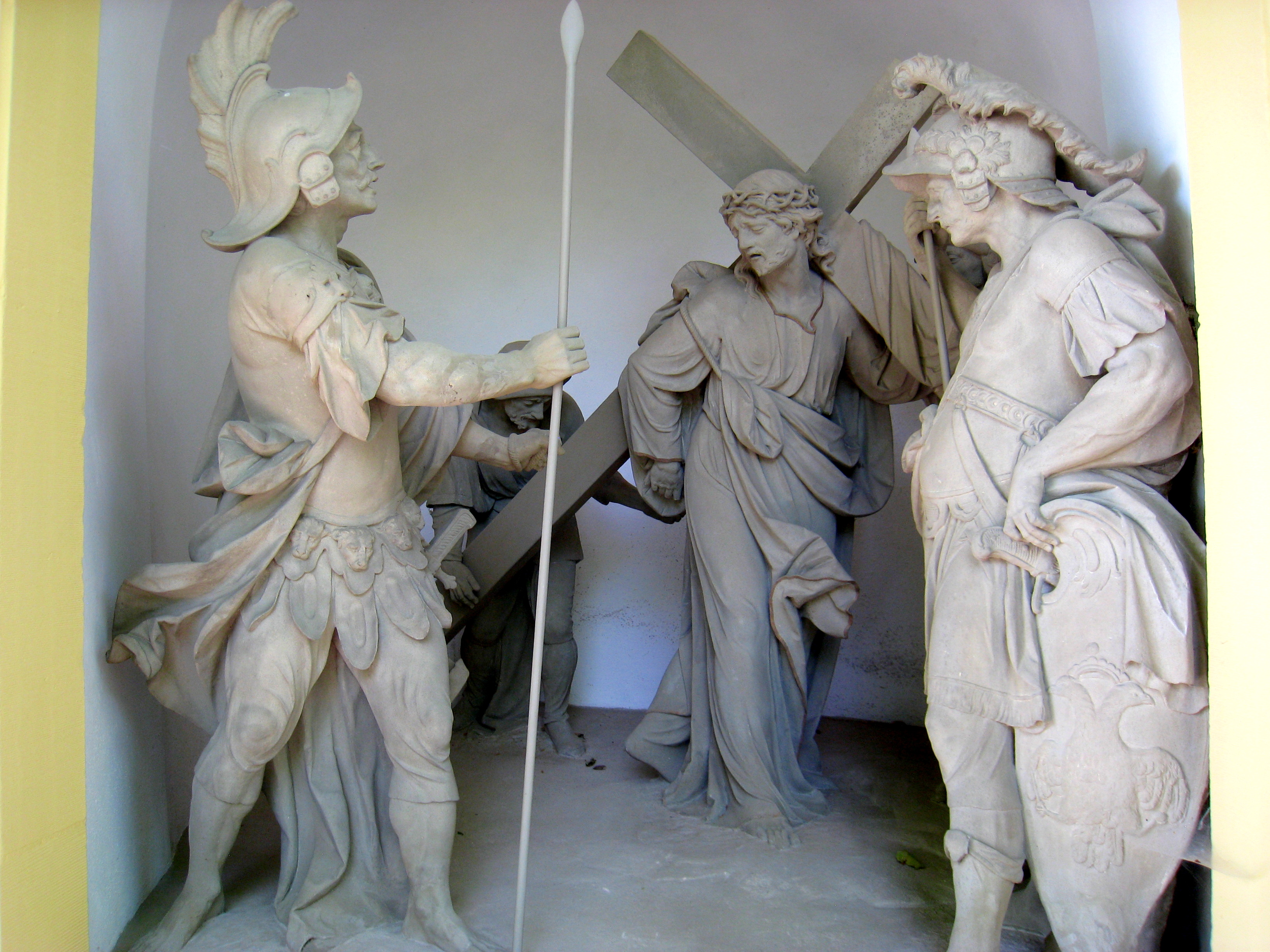
5. zastavení: Šimon Kyrenský pomáhá Pánu Ježíši nést kříž
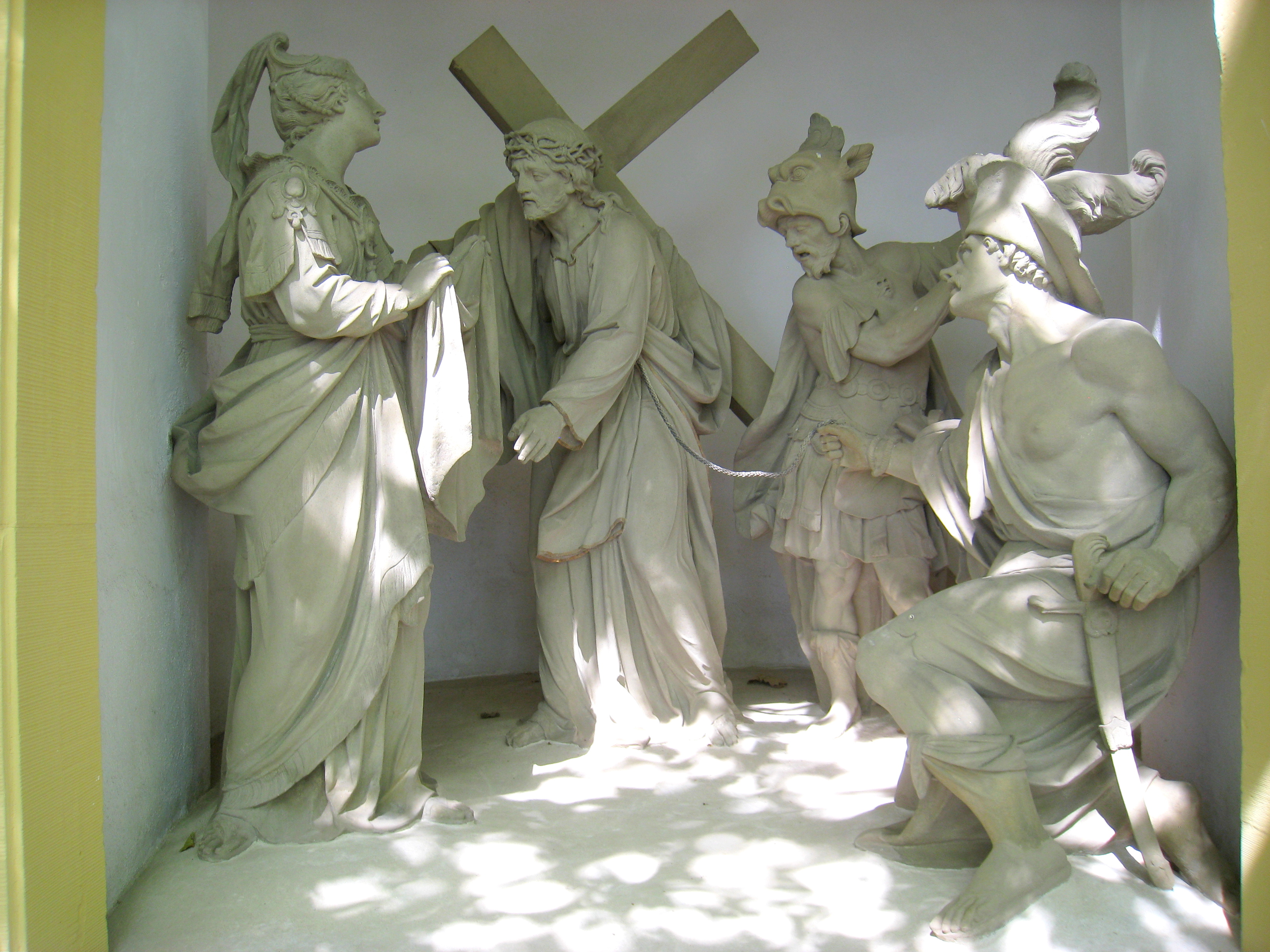
6. zastavení: Veronika podává Pánu Ježíši roušku
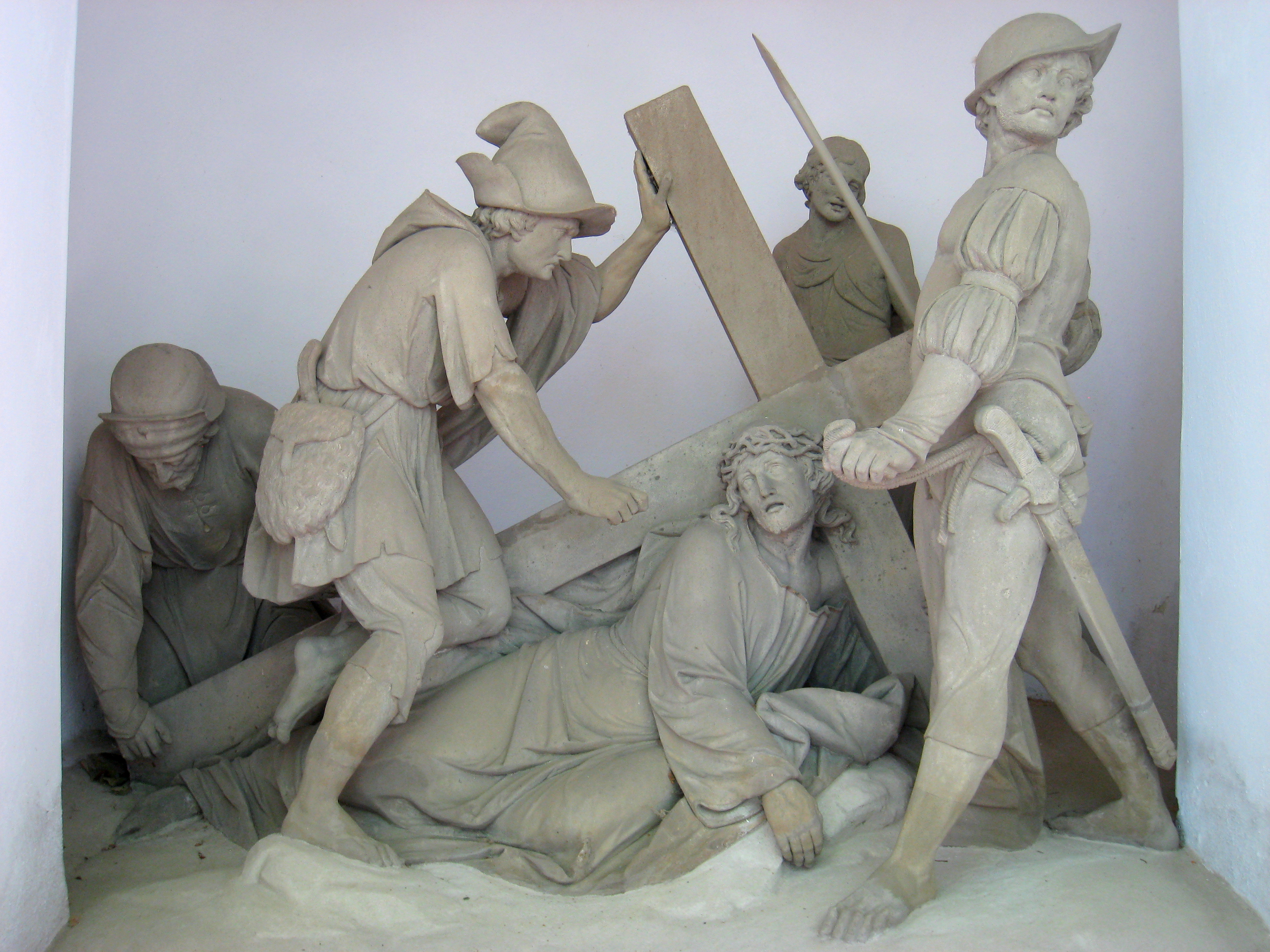
7. zastavení: Pán Ježíš padá pod křížem podruhé
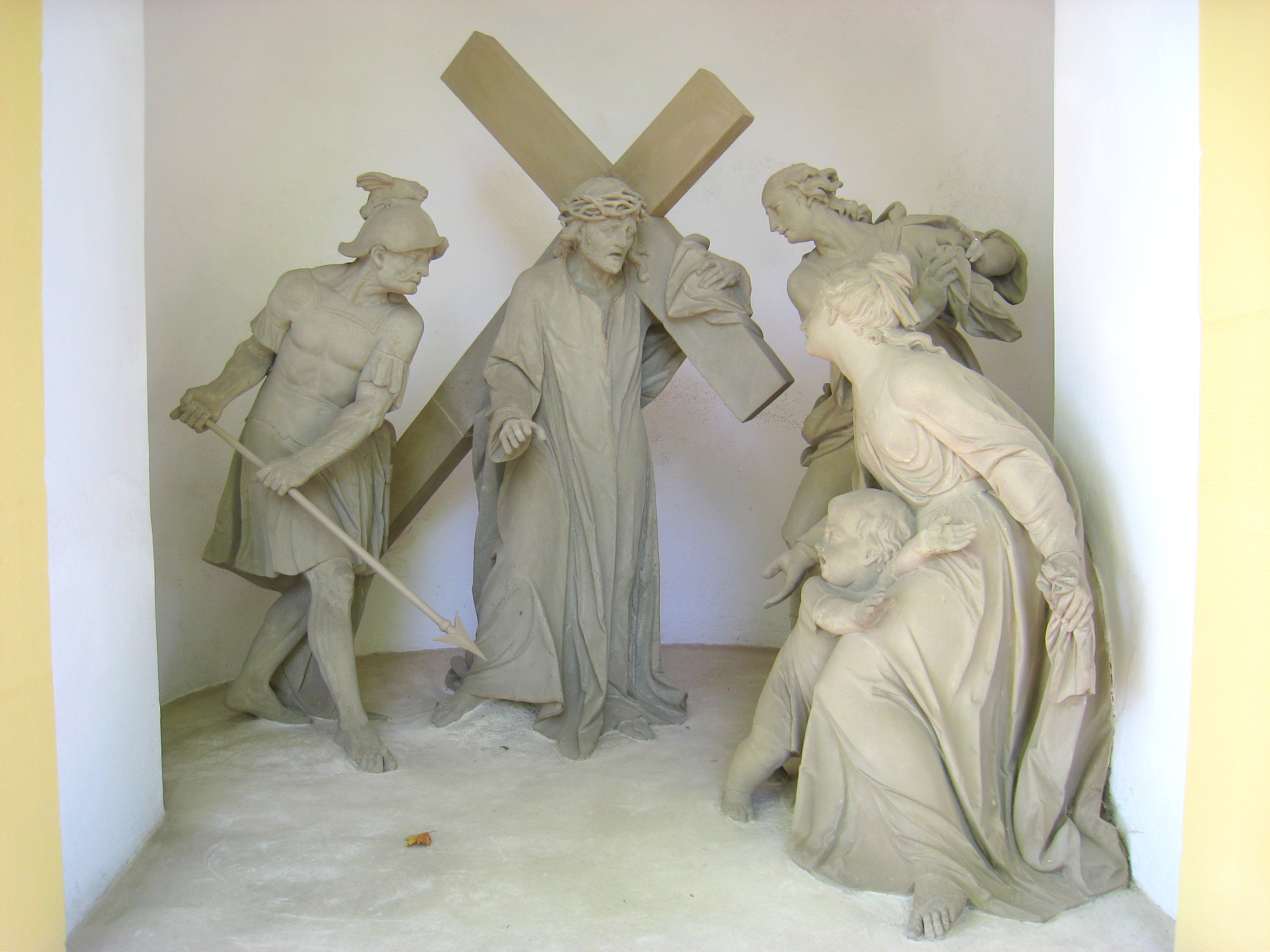
8. zastavení: Pán Ježíš napomíná plačící ženy
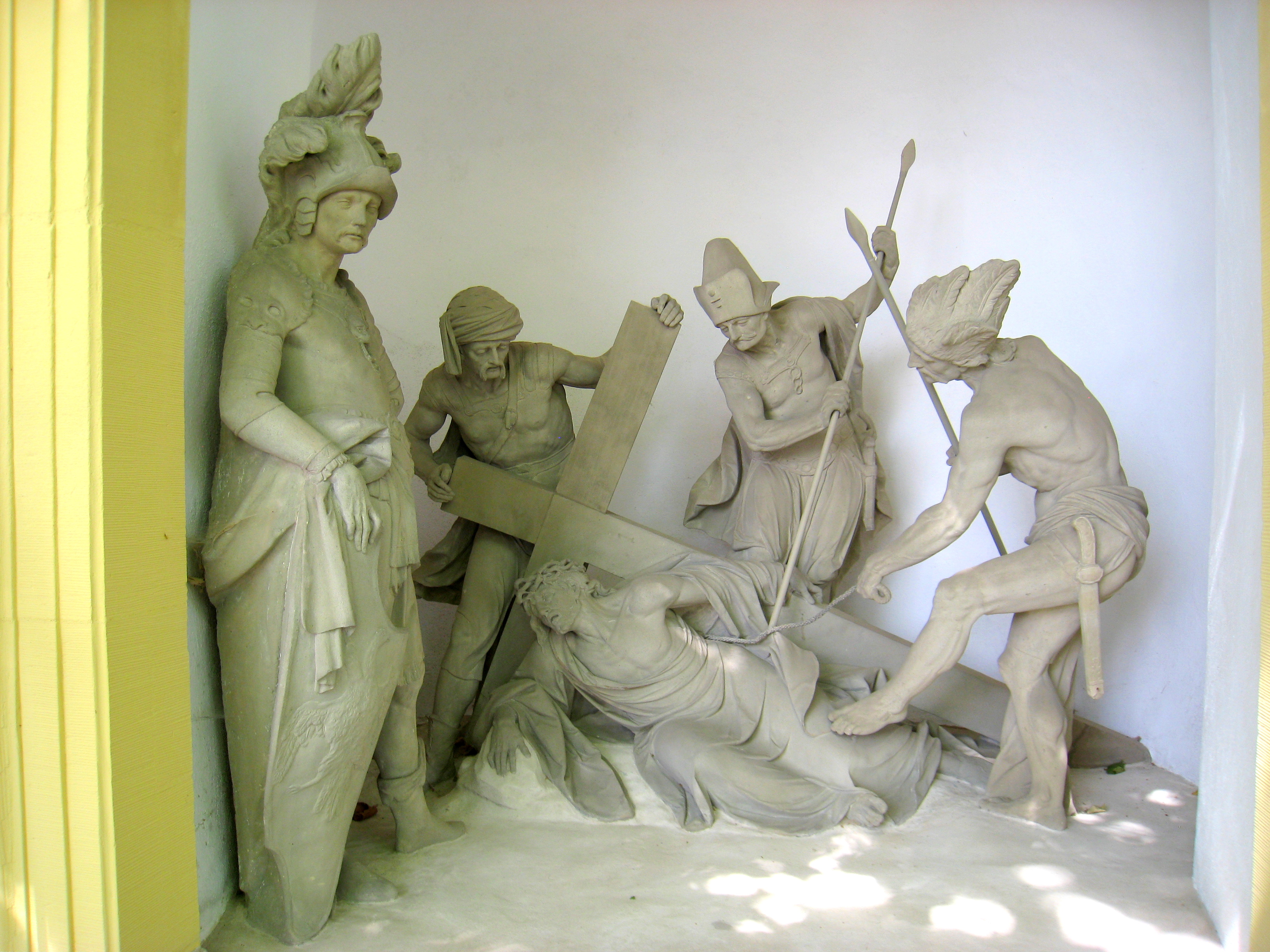
9. zastavení: Pán Ježíš padá pod křížem potřetí
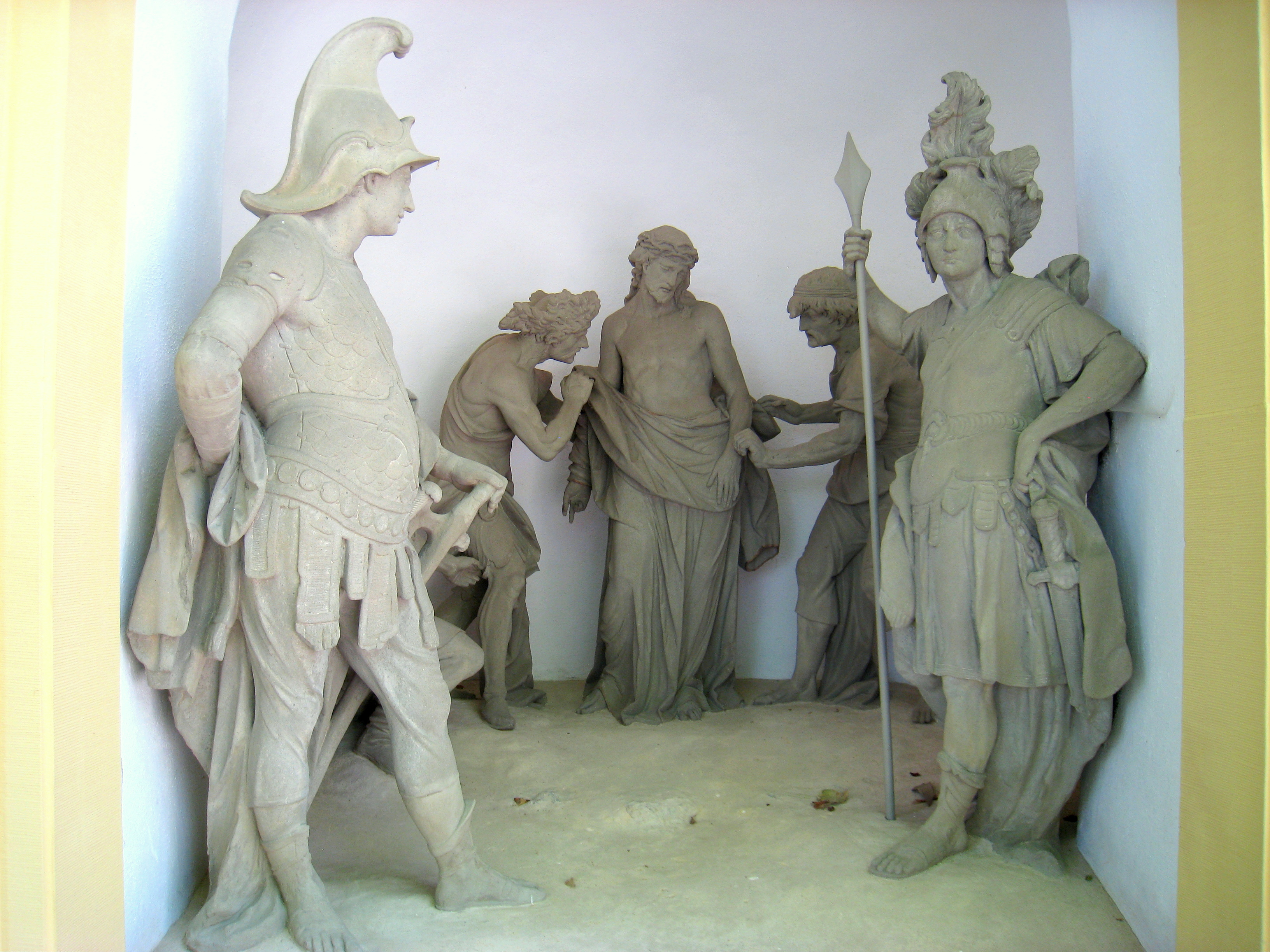
10. zastavení: Pán Ježíš zbaven roucha
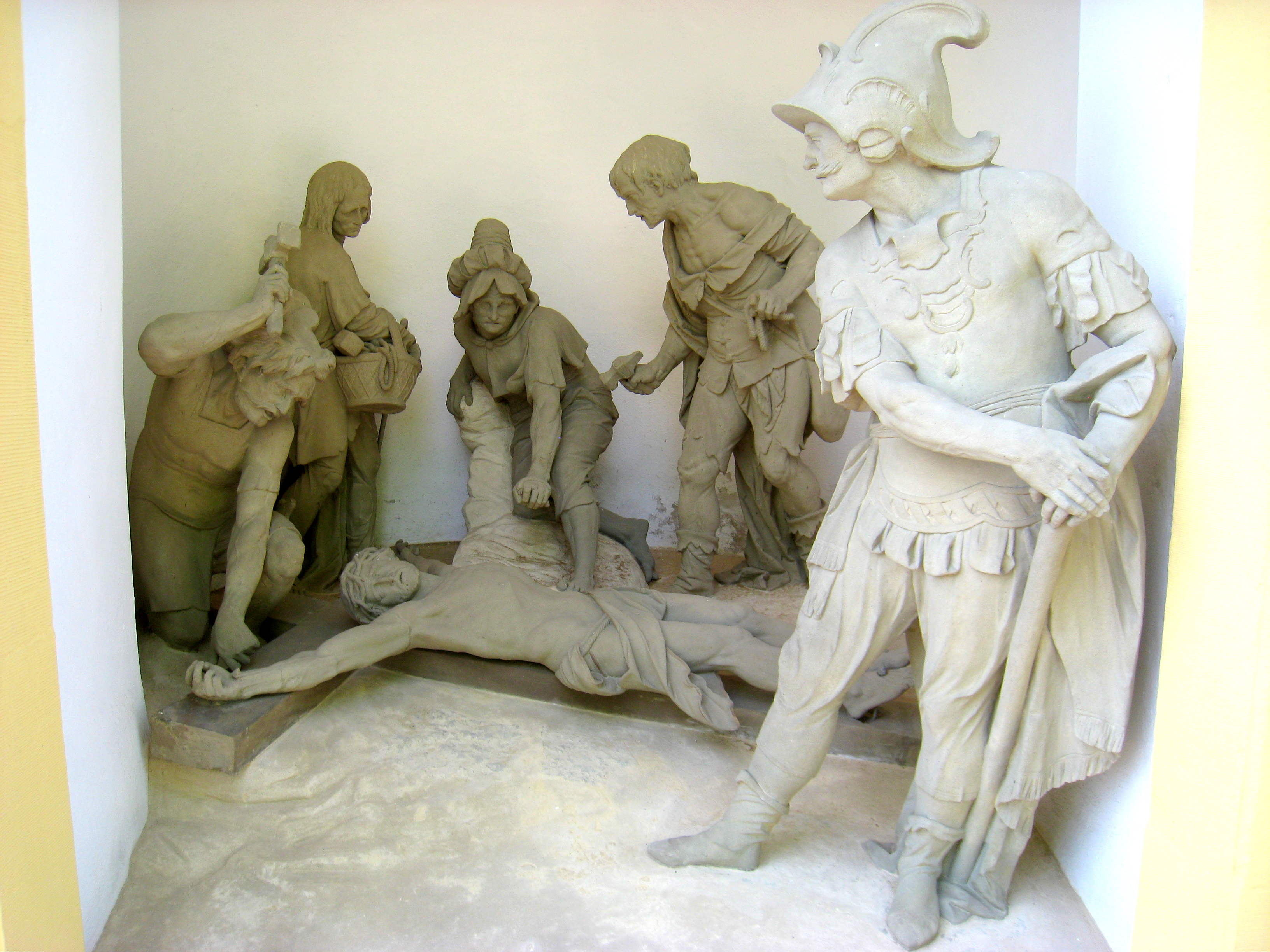
11. zastavení: Pán Ježíš přibit na kříž
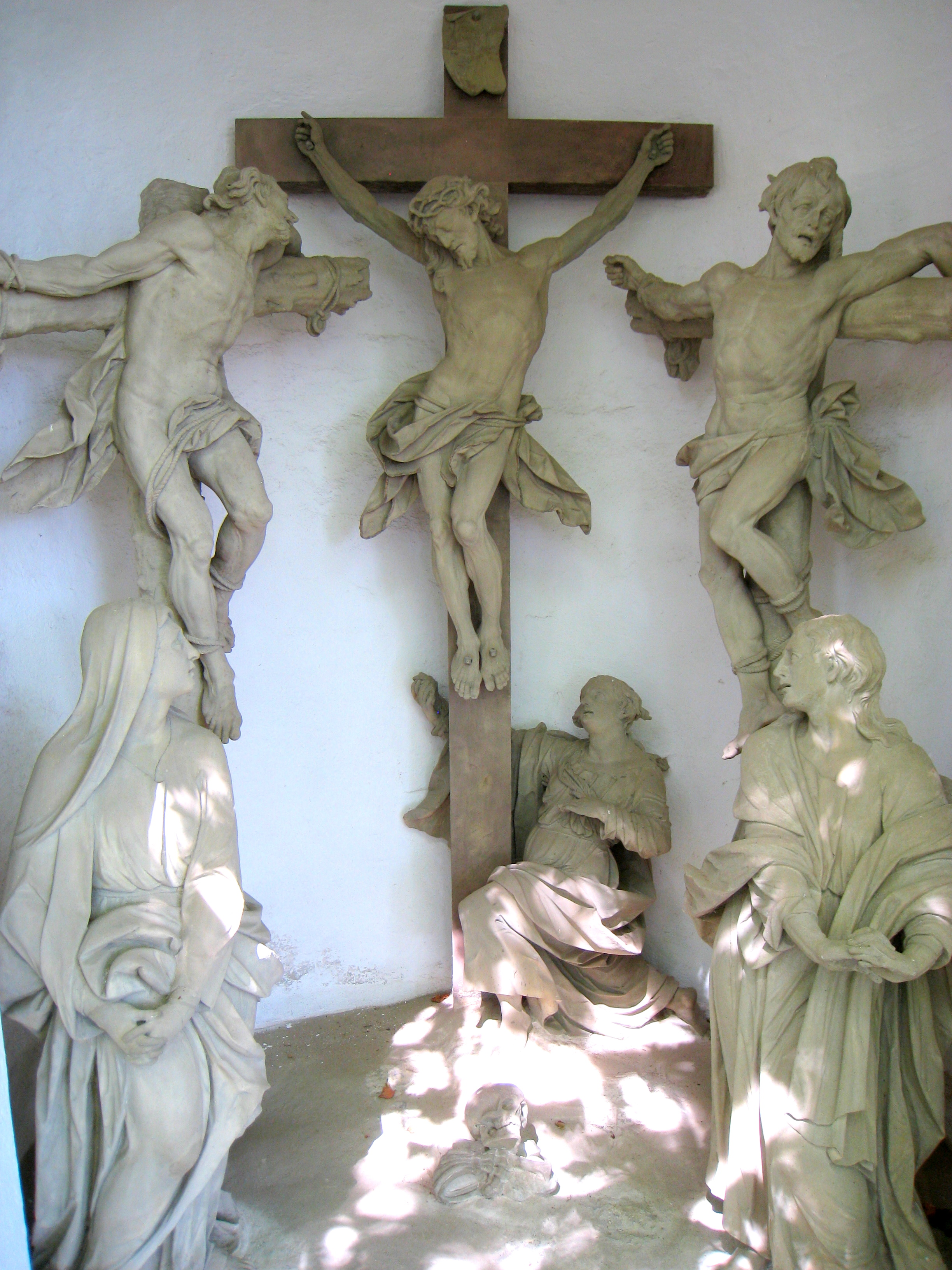
12. zastavení: Pán Ježíš umírá na kříži
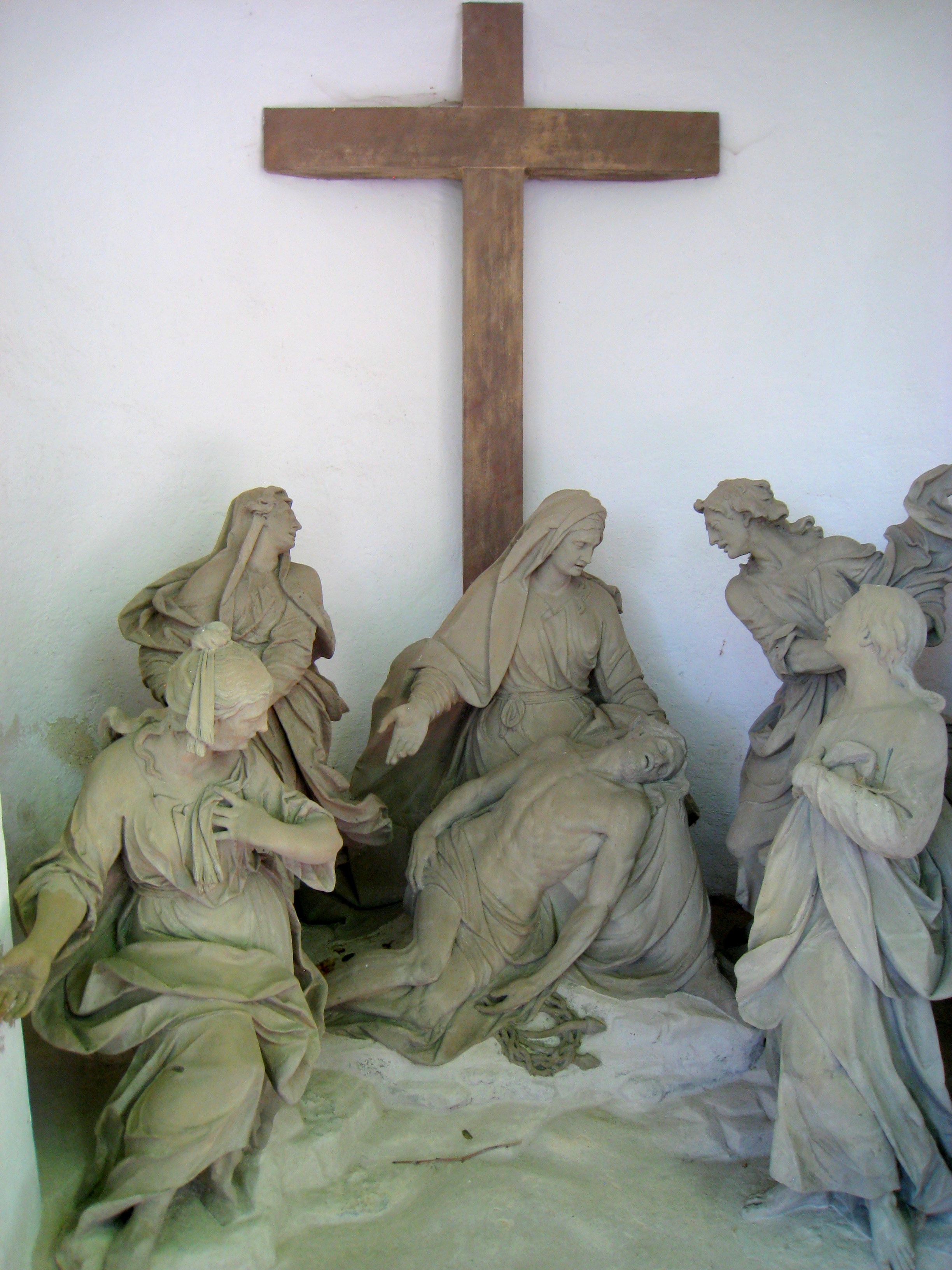
13. zastavení: Tělo Pána Ježíše sňato z kříže
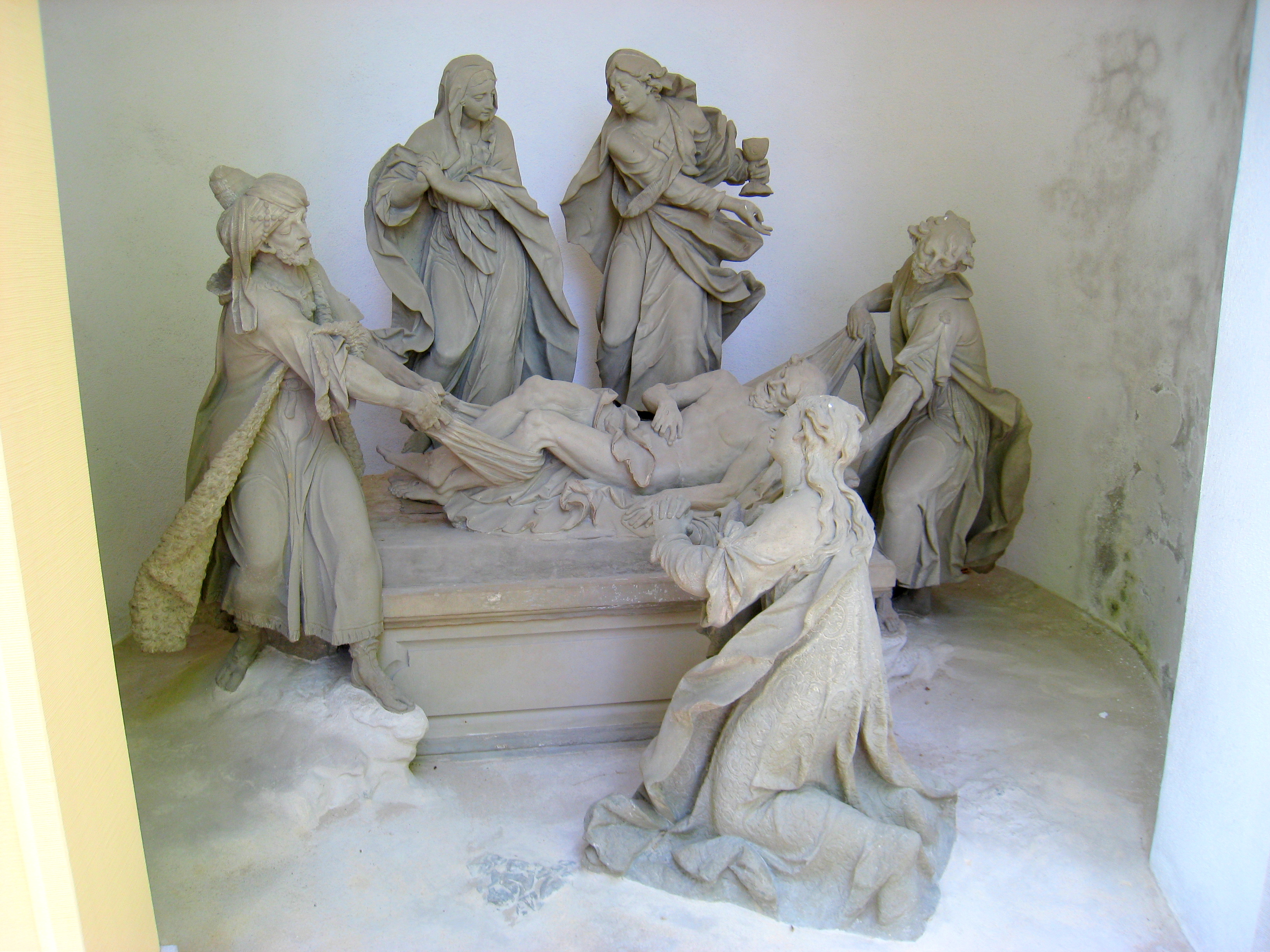
14. zastavení: Tělo Pána Ježíše uloženo do hrobu